# Expo 95
Expo 95 war die Bezeichnung für eine von Wien und Budapest gemeinsam für 1995 geplante Weltausstellung, die jedoch nicht realisiert wurde.
In den beiden konkurrierenden Städten entwickelte sich in den 1980er Jahren die Idee, eine Weltausstellung zu veranstalten. Bald darauf reifte die Vision von einer gemeinsamen Weltausstellung; konkret soll der Wiener Kulturstadtrat Jörg Mauthe diese gemeinsame Weltausstellung vorgeschlagen haben.
Nach zahlreichen Vorarbeiten entschieden sich aber die Wiener in einer Volksbefragung im Mai 1991 gegen die Abhaltung der Weltausstellung.